# Єсипенко Іван Іванович
Іван Іванович Єсипенко (? — 4 січня 1991, місто Київ) — український радянський державний діяч, міністр легкої промисловості, міністр промисловості товарів широкого вжитку та міністр текстильної промисловості Української РСР. Член ЦК КПУ у вересні 1952 — березні 1954 р. Кандидат у члени ЦК КПУ в березні 1954 — лютому 1960 р.

## Життєпис
У 1918 році поступив у перший клас Крюківського залізничного училища Полтавської губернії, директором якого був Антон Макаренко. Потім чотири роки навчався у Крюківському фабрично-заводському училищі (ФЗУ).
З 1929 року працював слюсарем на Крюківському вагоноремонтному (з 1930 року — вагонобудівному) заводі.
Член ВКП(б) з 1930 року.
Потім поступив у Київський текстильний інститут. Активного комсомольця вже на другому курсі обрали секретарем Петровського районного комітету комсомолу міста Києва.
З 1934 року продовжував навчання у Харківському текстильному інституті, після закінчення якого в 1937 році залишився працювати викладачем, а пізніше був призначений деканом інженерно-економічного факультету Харківського текстильного інституту.
Учасник німецько-радянської війни. З липня 1941 по 1943 рік виконував доручення командування із забезпечення Червоної армії продовольством.
У 1943—1944 роках — 1-й секретар Дзержинського районного комітету КП(б)У міста Харкова.
З серпня 1944 по вересень 1947 року — заступник народного комісара (з 1946 року міністра) легкої промисловості Української РСР, з вересня 1947 по лютий 1949 року — заступник міністра легкої промисловості Української РСР із кадрів, з лютого 1949 року — заступник міністра легкої промисловості Української РСР. У січні 1950 — лютому 1952 року — 1-й заступник міністра легкої промисловості Української РСР.
16 лютого 1952 — квітень 1953 року — міністр легкої промисловості Української РСР.
У квітні — жовтні 1953 року — заступник міністра легкої і харчової промисловості Української РСР.
У жовтні 1953 — жовтні 1955 року — міністр промисловості товарів широкого вжитку Української РСР.
У жовтні 1955 — липні 1956 року — міністр текстильної промисловості Української РСР.
У липні 1956 — 31 травня 1957 року — 1-й заступник міністра легкої промисловості Української РСР.
З червня 1957 до жовтня 1965 року — заступник голови Ради народного господарства (раднаргоспу) Київського економічного адміністративного району.
З листопада 1965 до вересня 1966 року — заступник міністра легкої промисловості Української РСР.
Після крововиливу в мозок втратив зір та був за станом здоров'я звільнений з посади заступника міністра, але очолював організаційний комітет ветеранів праці Міністерства легкої промисловості УРСР.
Помер 4 січня 1991 року і похований в Києві.

## Нагороди
- орден Трудового Червоного Прапора
- орден «Знак Пошани» (28.08.1944)
- ордени
- медалі